# Dirk Stikker
Dirk Uipko Stikker (født 5. februar 1897 i Winschoten, Holland, død 23. december 1979 i Wassenaar, Holland, var en hollandsk politiker og diplomat, udenrigsminister (1948-1952), ambassadør i Storbritannien (1952-1958) og NATOs generalsekretær (1961-1964).